# Pervagor spilosoma
Pervagor spilosoma es una especie de peces de la familia Monacanthidae en el orden de los Tetraodontiformes.

## Morfología
Los machos pueden llegar alcanzar los 18 cm de longitud total.

## Alimentación
Come algas, pequeños invertebrados  bentónicos y corales.

## Hábitat
Es un pez de mar de clima tropical y asociado a los  arrecifes de coral que vive entre 6-730 m de profundidad.

## Distribución geográfica
Se encuentra en las Hawaii.

## Observaciones
Es inofensivo para los humanos.